# Aronsen
Forlaget ARONSEN er et dansk forlag, grundlagt i 2006 af Siri Aronsen (redaktør, forfatter og cand.mag. i Litteratur- og Medievidenskab fra Københavns Universitet). Aronsen har tidligere haft beliggenhed på Vesterbro, men er sidenhen flyttet til det centrale Frederiksberg.
Forlaget udgiver både fag- og skønlitteratur, af danske så vel som udenlandske forfattere. Det er forlagets erklærede mål at forene kvalitet med efterspørgslen fra en bred læserskare.
Aronsens første udgivelse var bestselleren Sov igennem uden gråd - for 0-2 årige (maj 2006), der senere hen er genudgivet flere gange. Af skønlitterære værker kan nævnes svenske Linda Olssons Astrid og Veronika (november 2001), der tre år efter udgivelsen er solgt i 75.000 eksemplarer.